# Pedicularis conifera
Pedicularis conifera är en snyltrotsväxtart som beskrevs av Carl Maximowicz. Pedicularis conifera ingår i släktet spiror, och familjen snyltrotsväxter. Inga underarter finns listade i Catalogue of Life.